# جيمس سيبلي واتسون
جيمس سيبلي واتسون (بالإنجليزية: James Sibley Watson)‏ هو إشعاعاتي ‏ وطبيب أمريكي، ولد في 10 أغسطس 1894 في روتشستر في الولايات المتحدة، وتوفي في 31 مارس 1982.

## وصلات خارجية
- جيمس سيبلي واتسون على موقع IMDb (الإنجليزية)
- جيمس سيبلي واتسون على موقع قاعدة بيانات الفيلم (الإنجليزية)